# 포드 포커스
포드 포커스(Ford Focus)는 미국의 자동차 제조사 포드가 생산 및 판매하는 준중형차이다.

## 1세대

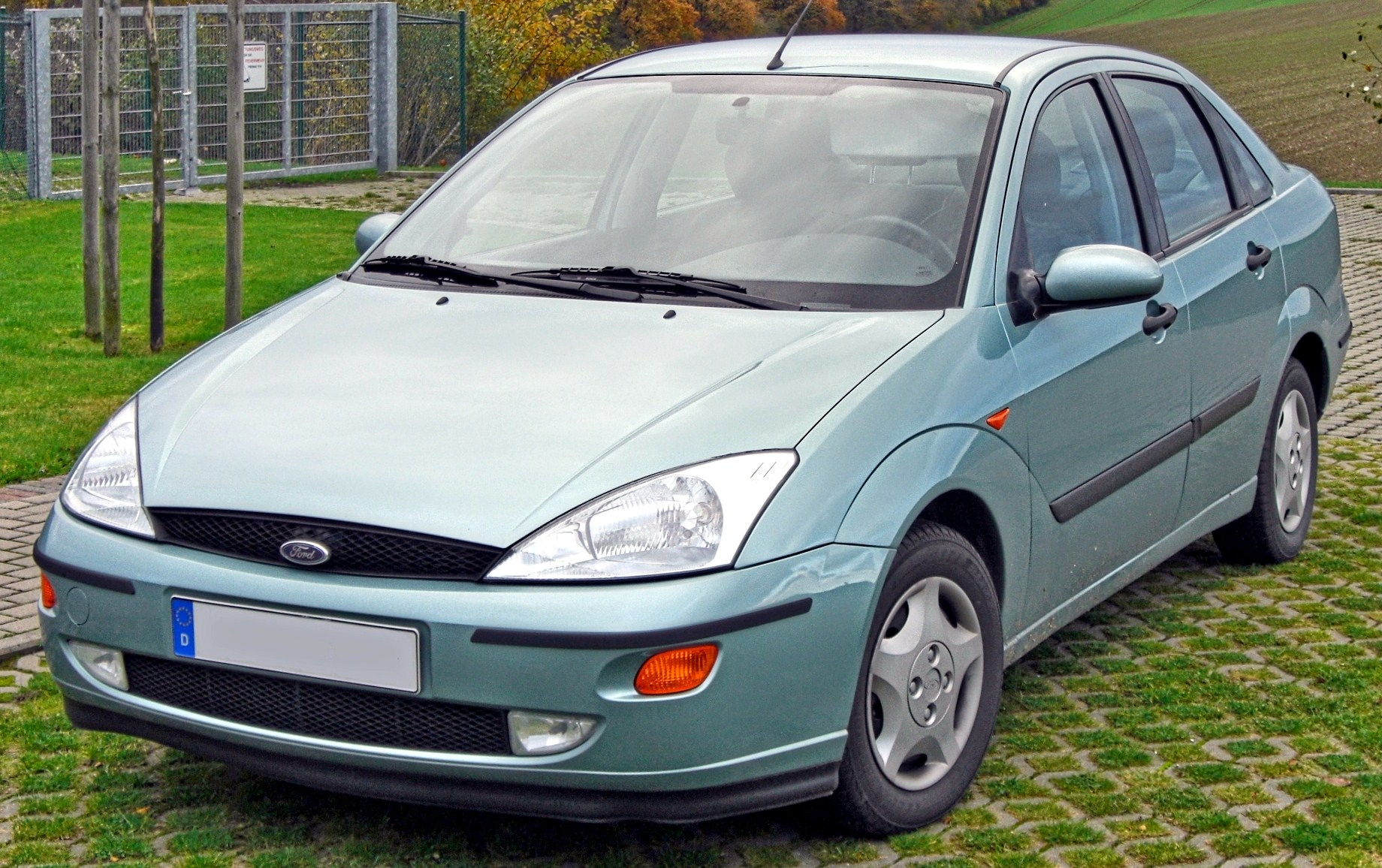
포드 포커스 전기형 전면부

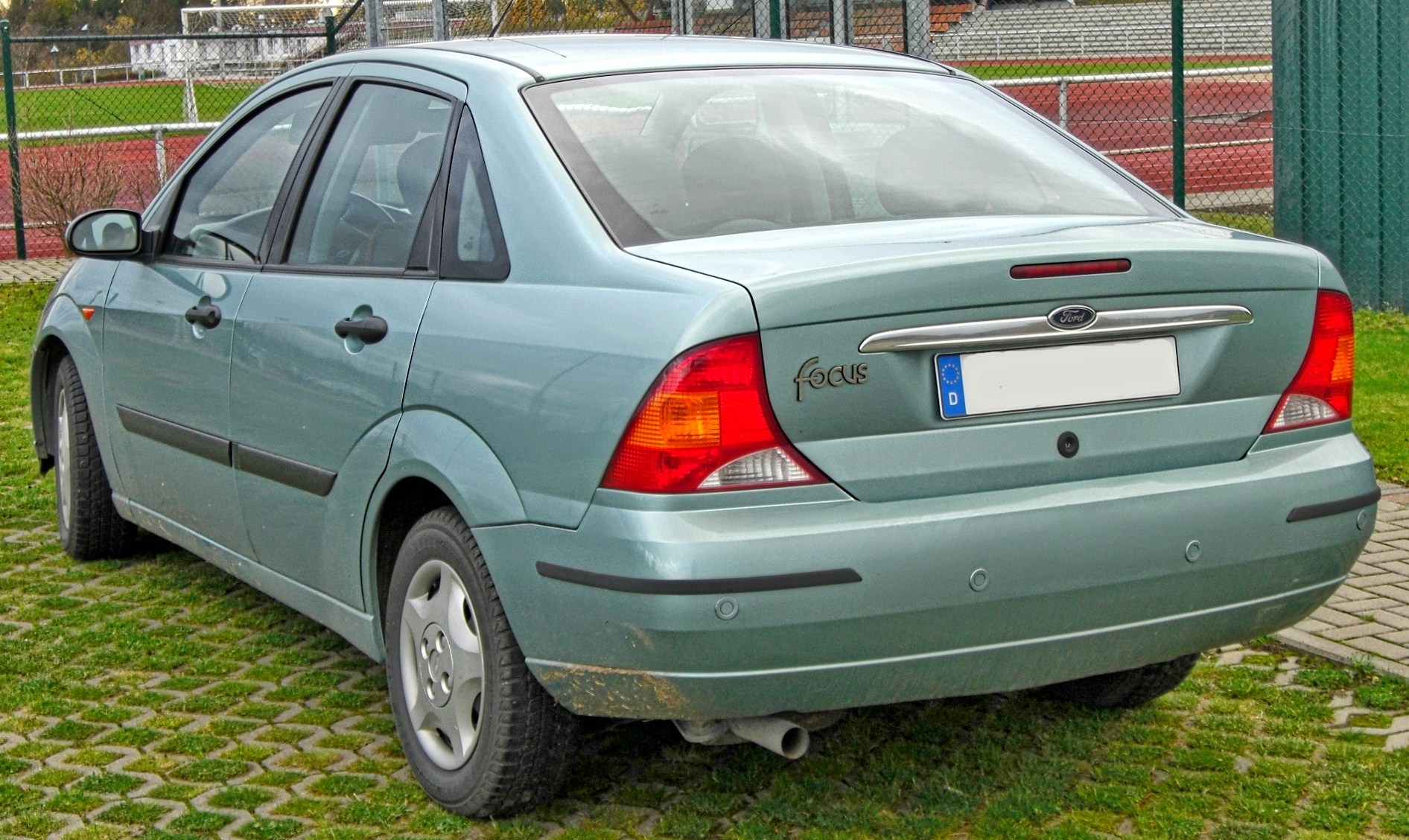
포드 포커스 전기형 후면부

1998년에 기존에 판매되던 포드 에스코트의 후속으로 출시되었고, 포드의 디자인 테마인 뉴 엣지를 적용한 차량들 중 한 대였다. 명칭은 1991년에 제네바 모터쇼에서 발표했던 동명의 컨셉트카에서 가져왔으며, 디자인은 잭 텔넥의 지휘 하에 클로드 로보와 존 다우티가 작업하였다. 북미에서는 유럽보다 1년이 지난 1999년에 북미시장용 에스코트의 후속으로 발매되었다. 2001년에 페이스리프트를 거치면서 디자인 일부분을 다듬었다. 유럽에서는 2004년에 단종되었으나 북미에서는 2005년에 페이스리프트를 거치고 2007년까지 판매되었다.

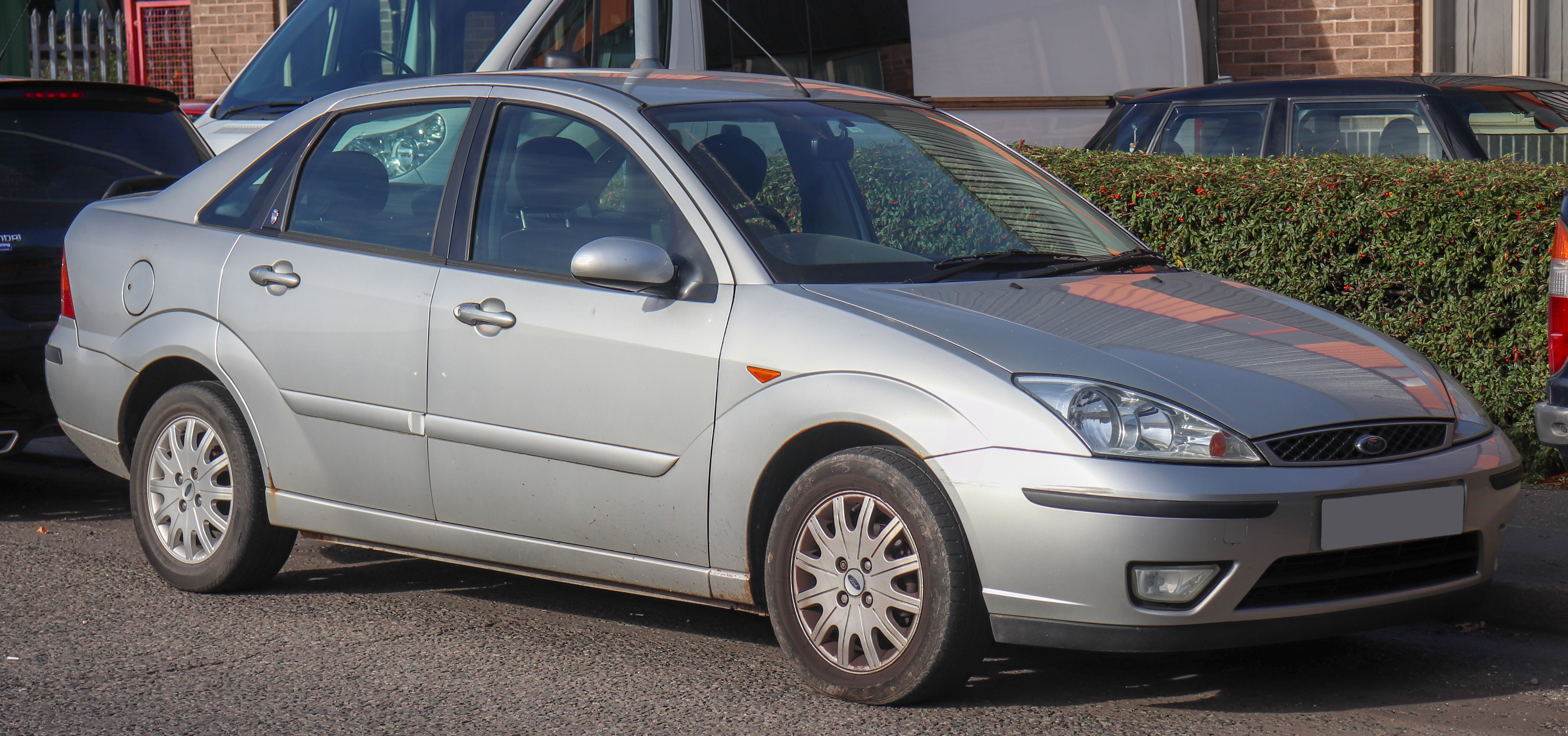
포드 포커스 유럽 시장용 후기형 전면부
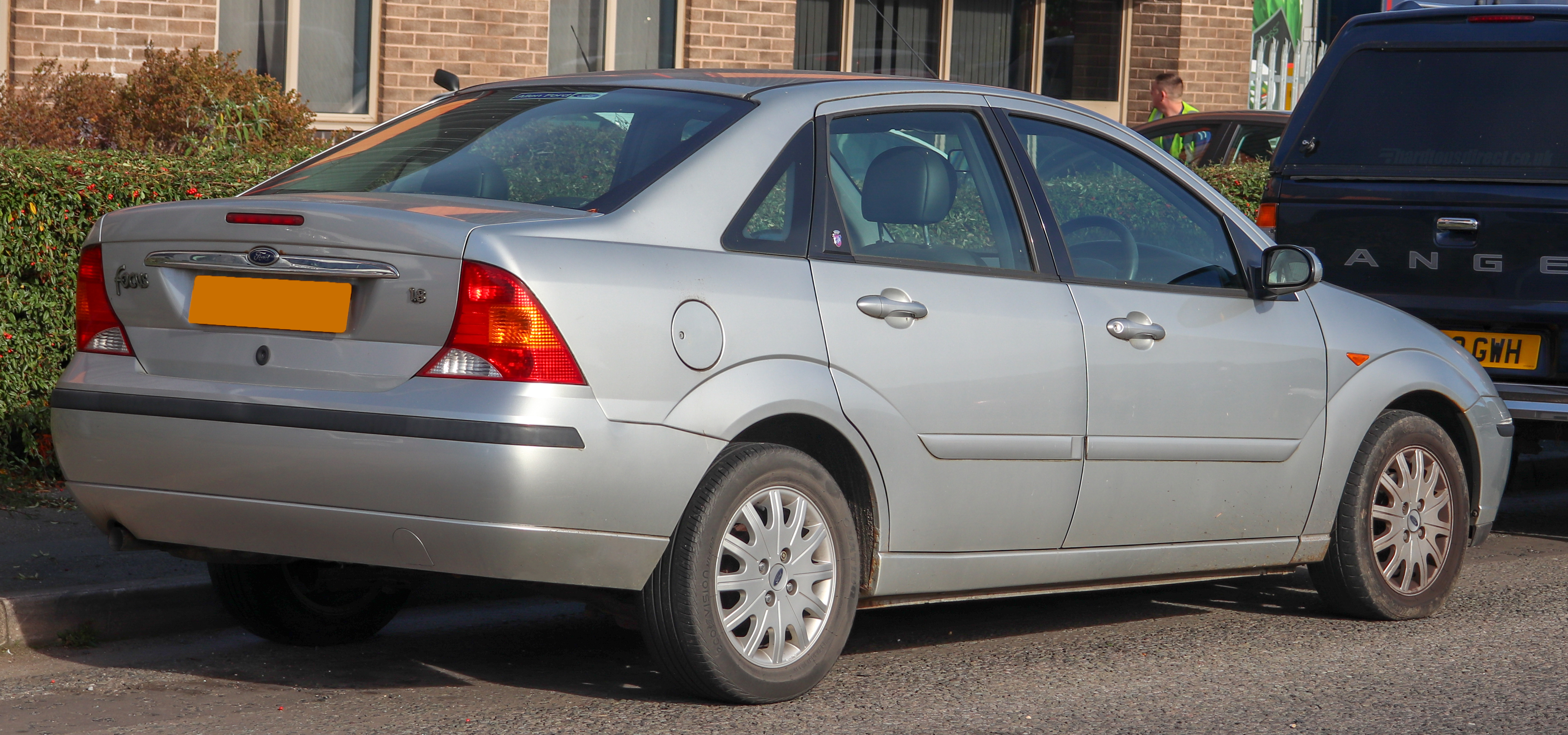
포드 포커스 유럽 시장용 후기형 후면부
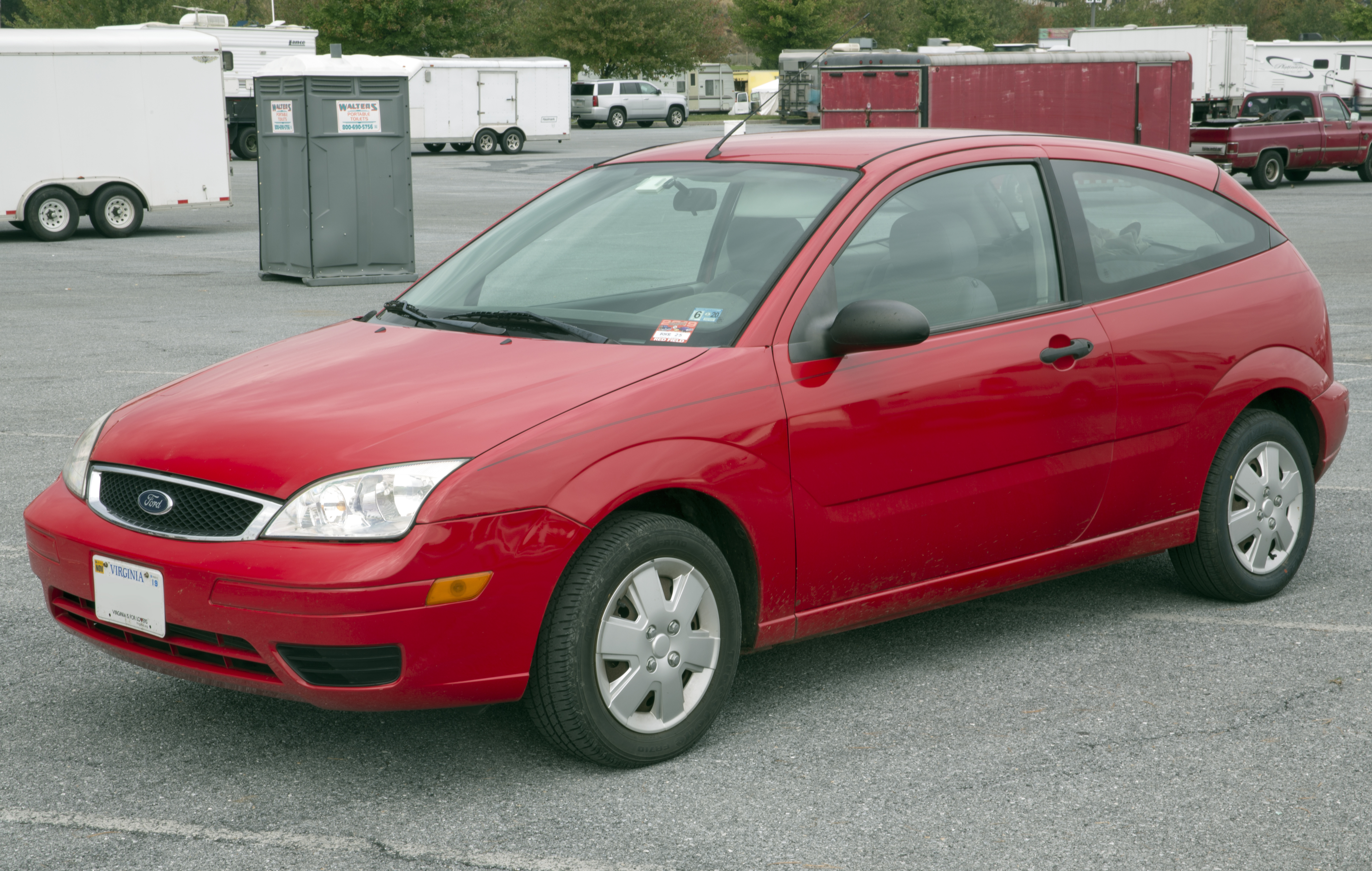
포드 포커스 북미 시장용 후기형 전면부
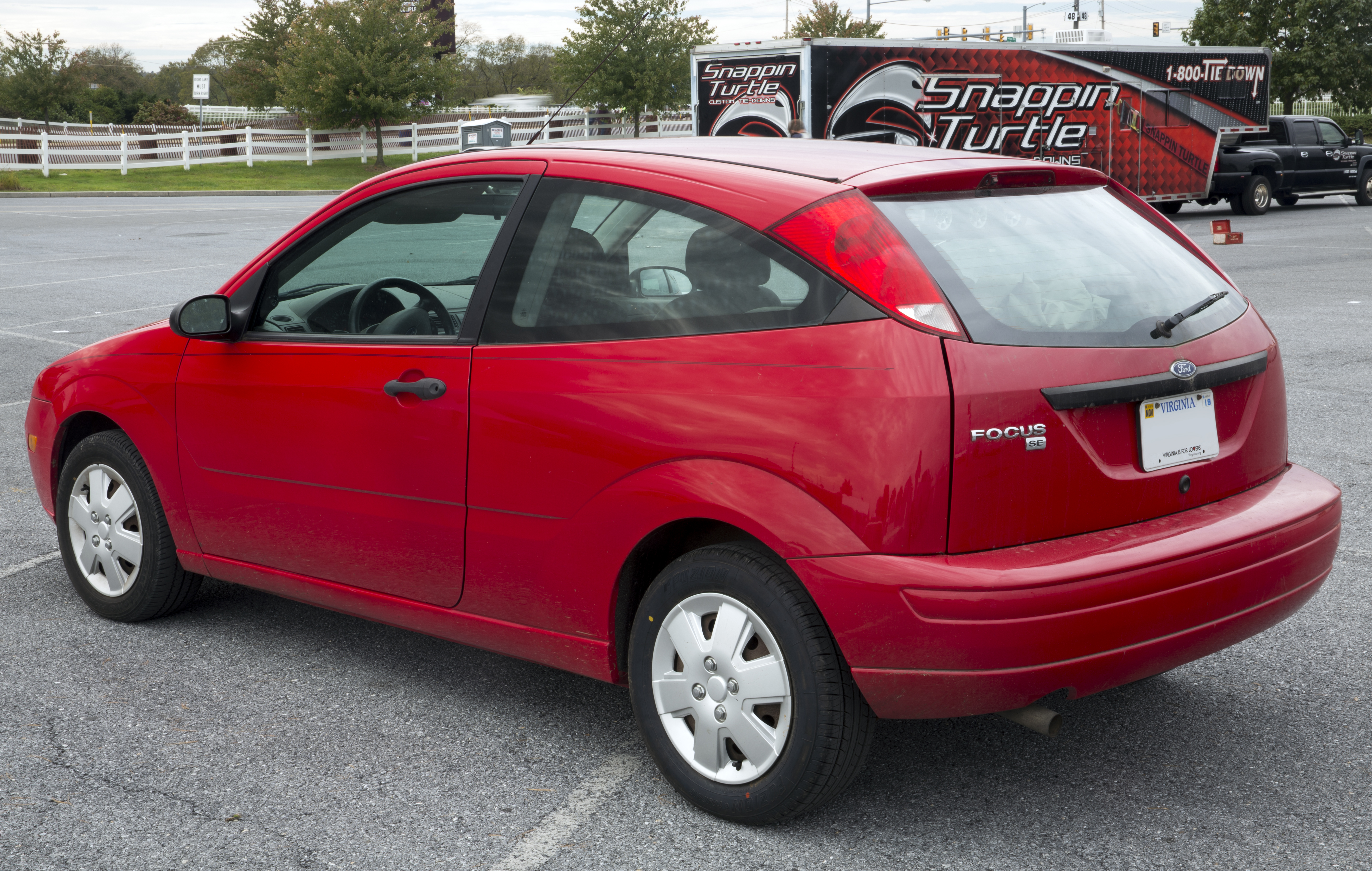
포드 포커스 북미 시장용 후기형 후면부

## 2세대

### 유럽/국제 시장용

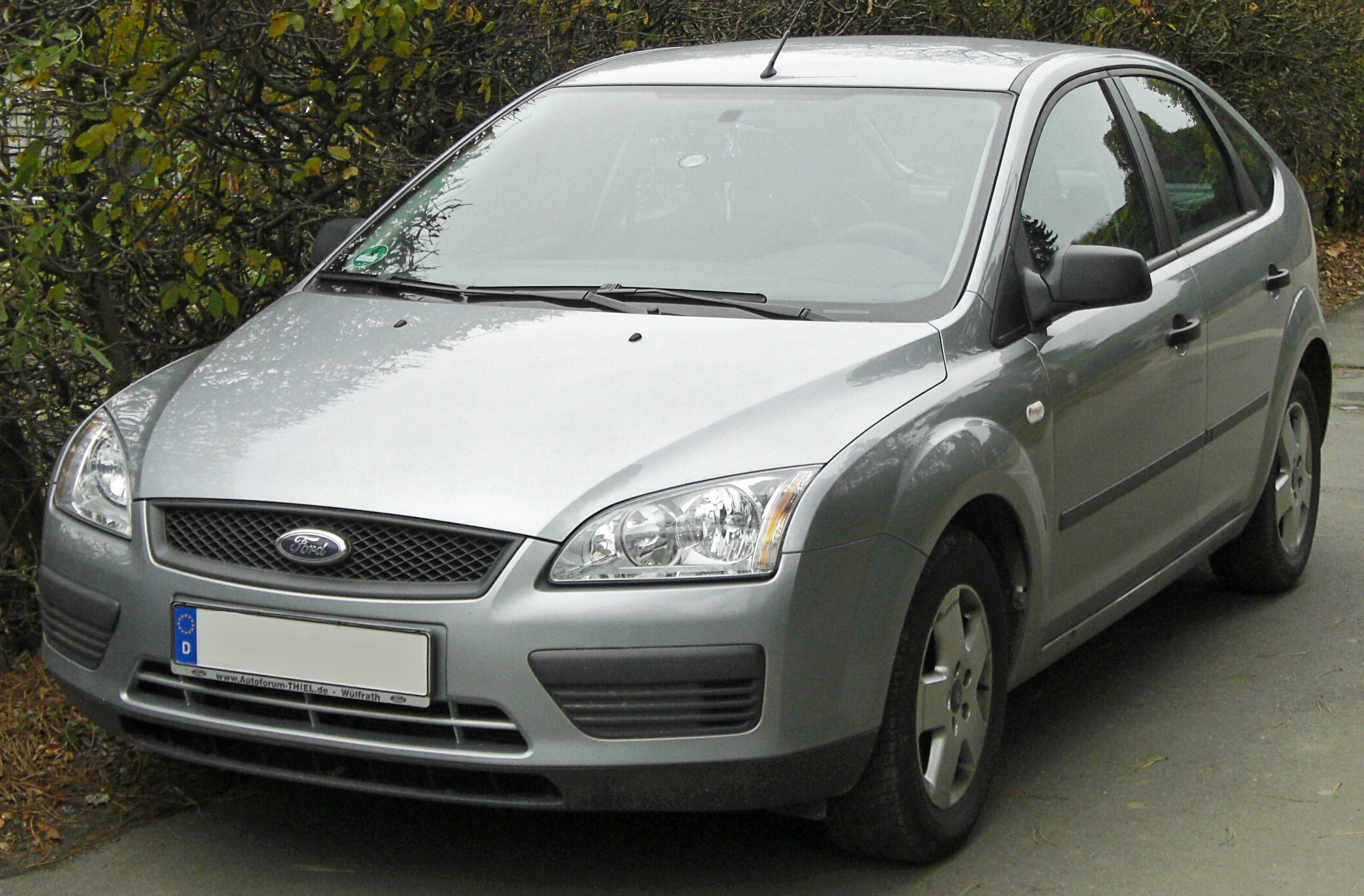
포드 포커스 전기형 전면부

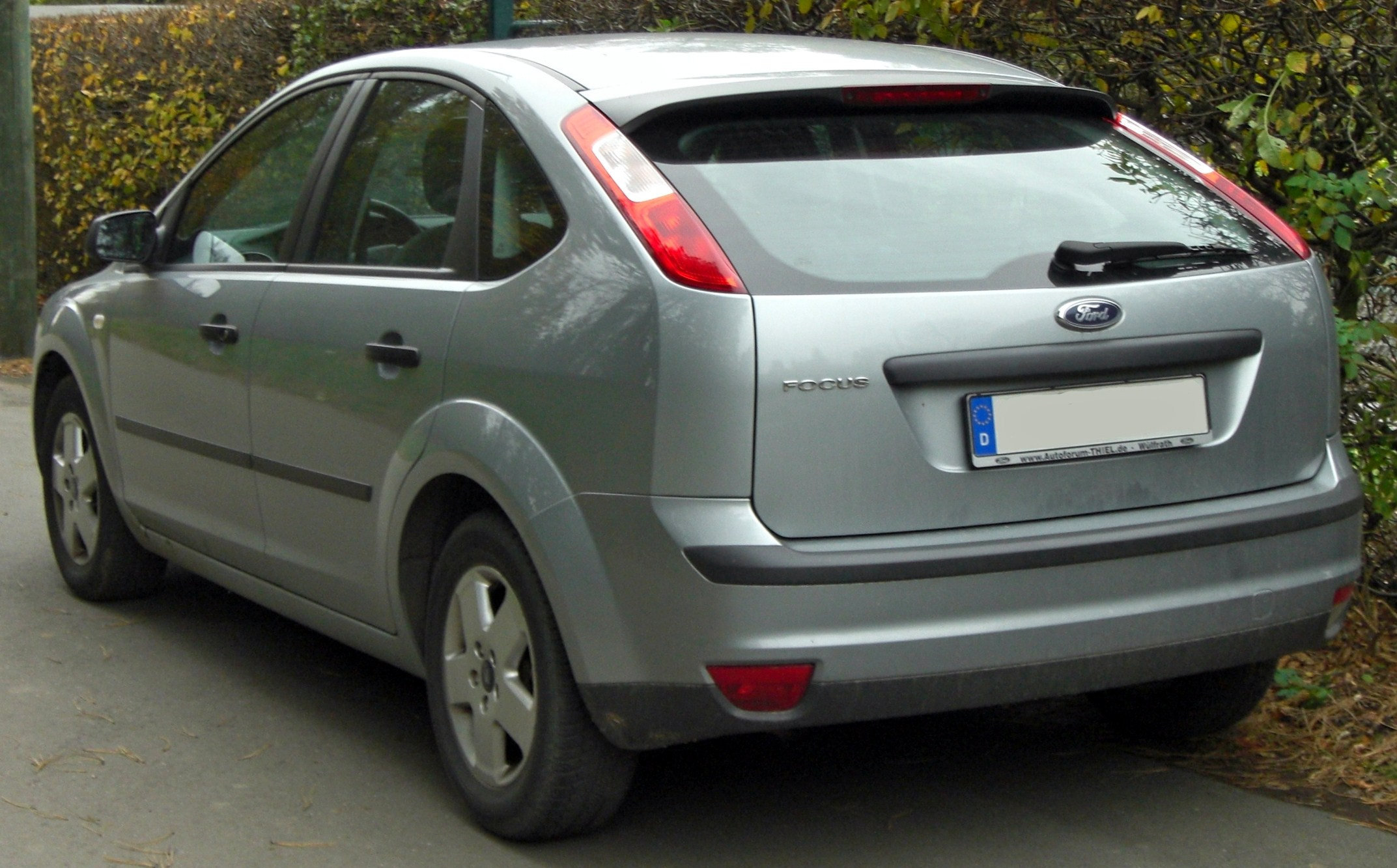
포드 포커스 전기형 후면부

2004년에 공개되었으며, 1세대의 디자인을 계승하되 완성도를 더욱 높였다. 2006년에는 에스코트 이후 사라졌던 쿠페-카브리올레 모델이 부활하였으며, 고성능 사양인 ST가 라인업에 추가되었다. 2008년에는 페이스리프트를 거치면서 키네틱 디자인을 적용하였으며, 2010년에 3세대 모델의 출시로 단종되었다.

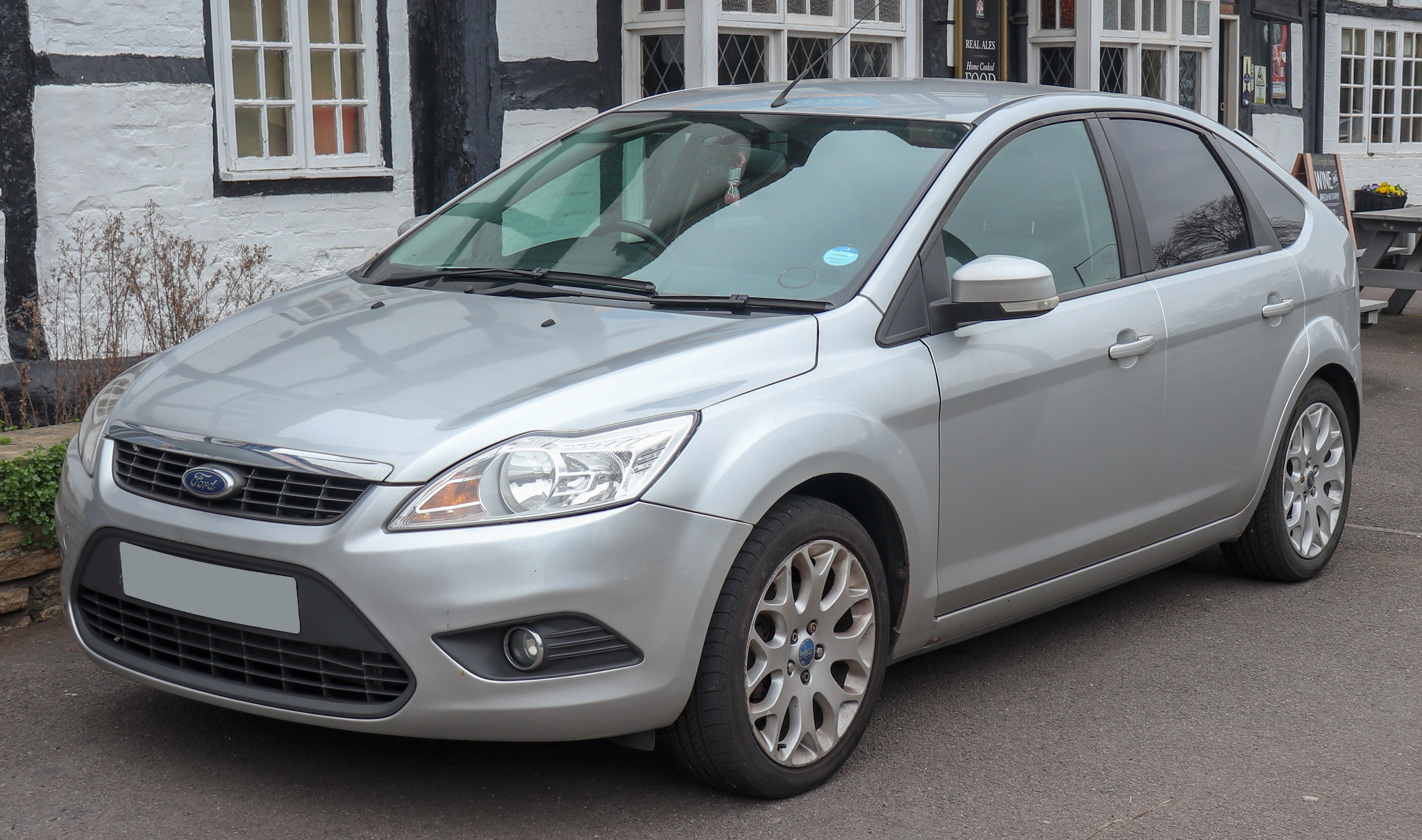
포드 포커스 후기형 전면부
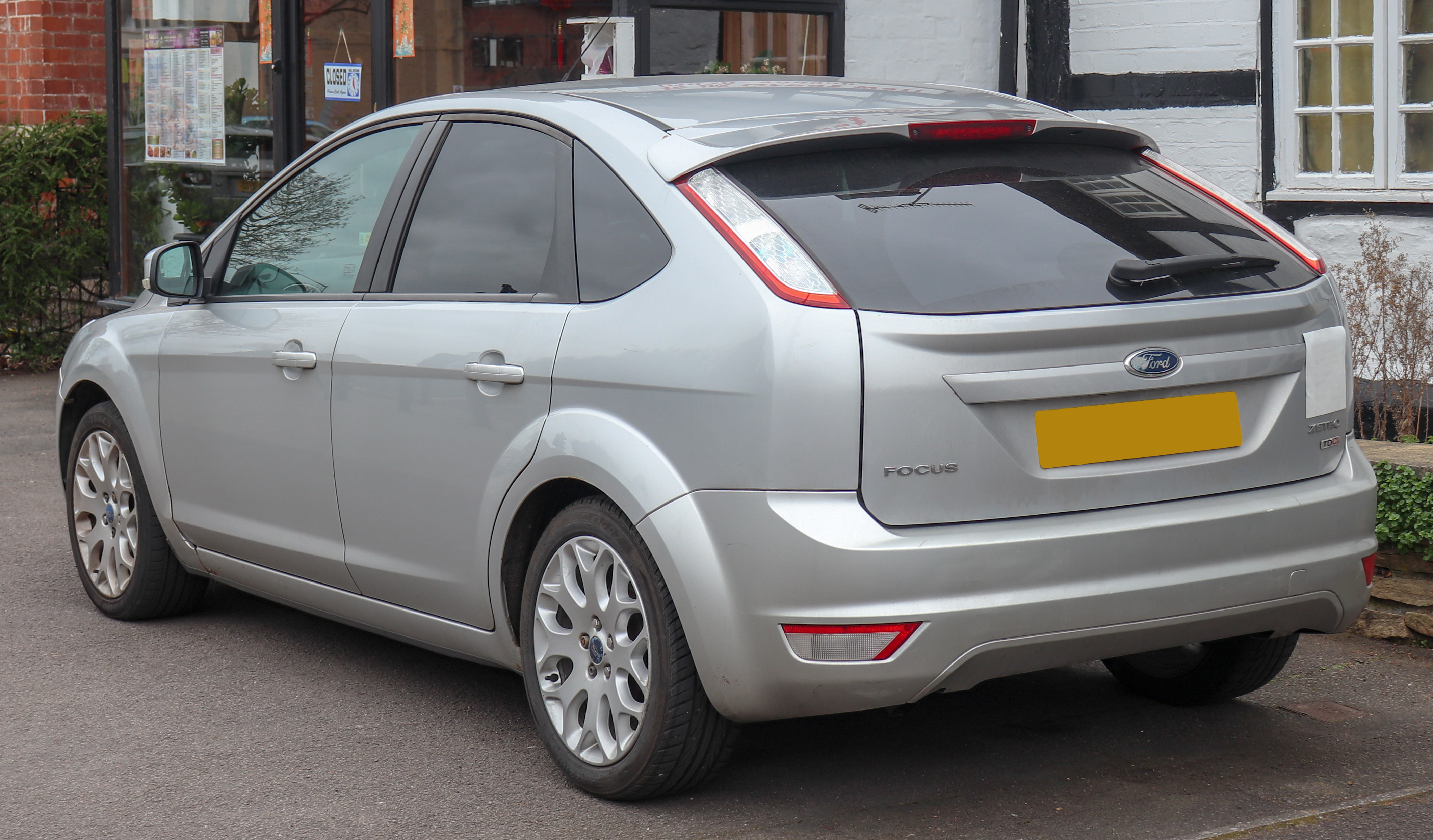
포드 포커스 후기형 후면부

### 북미 시장용

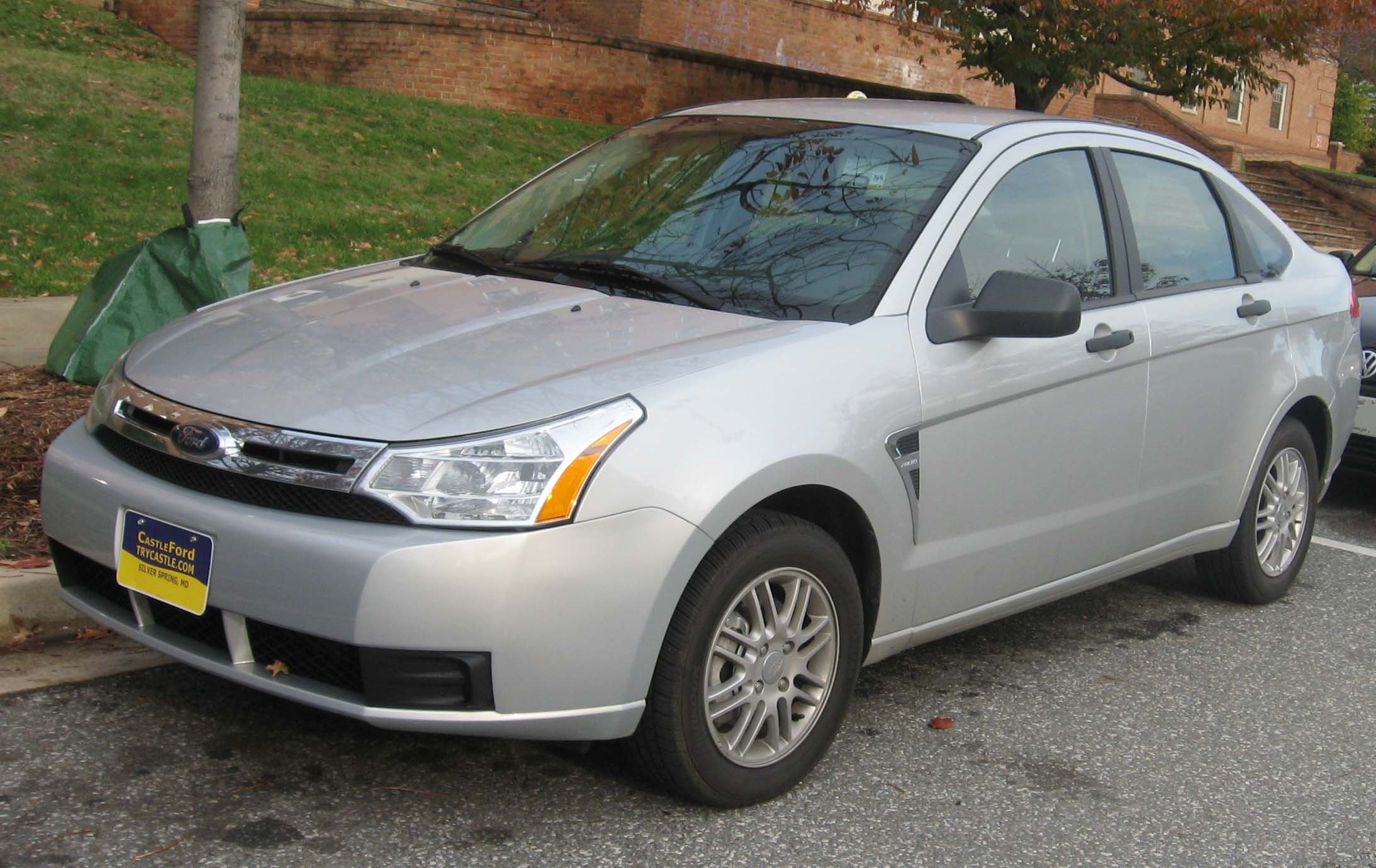
포드 포커스 세단

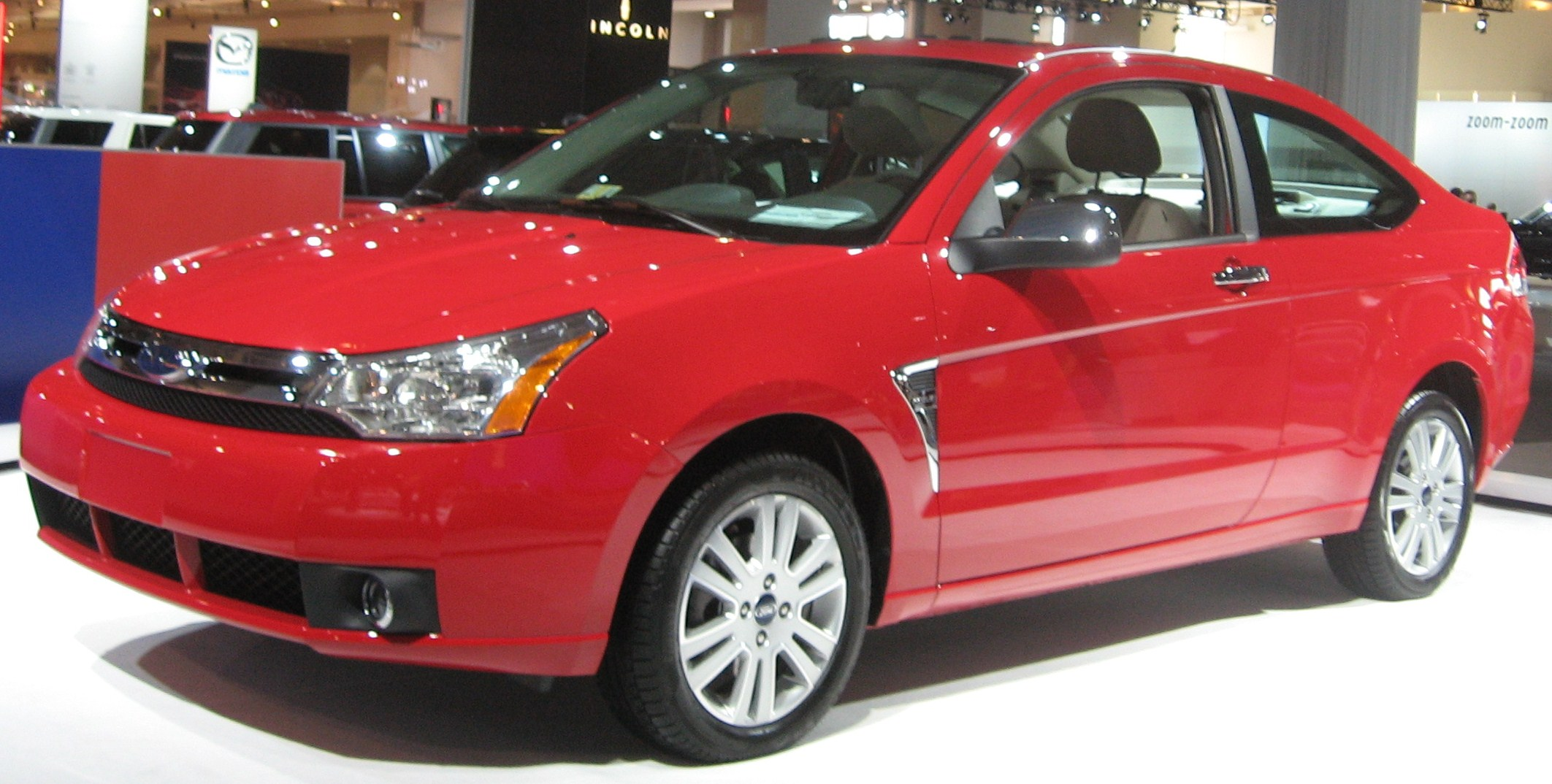
포드 포커스 쿠페

2007년에 출시되었으며, 유럽 시장용 모델과는 달리 전 세대의 플랫폼에 신형 디자인을 적용한 형태였다. 라인업은 세단과 쿠페로만 구성되었다. 생산은 2010년까지 진행되었다.

## 3세대

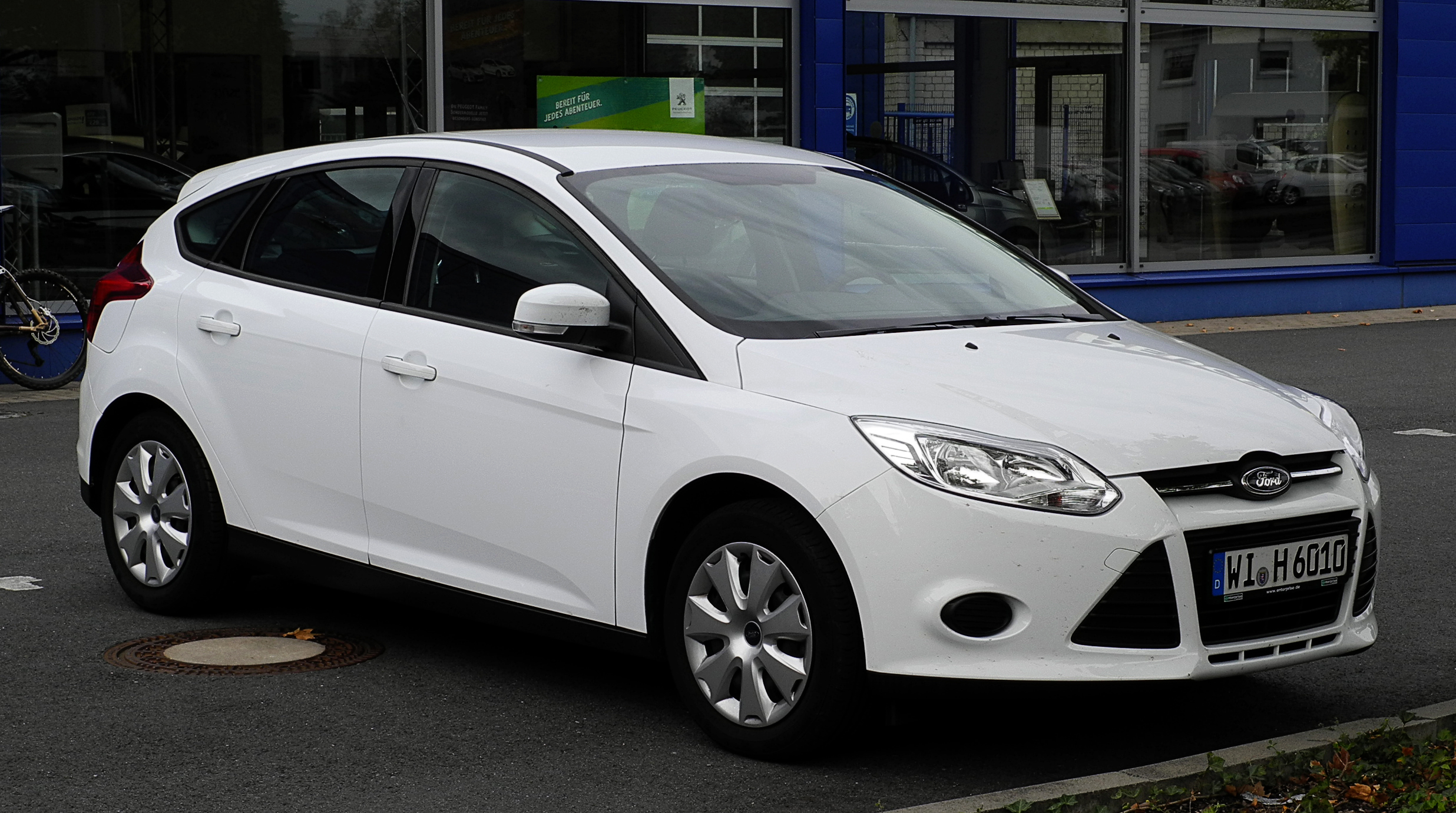
포드 포커스 전기형 전면부

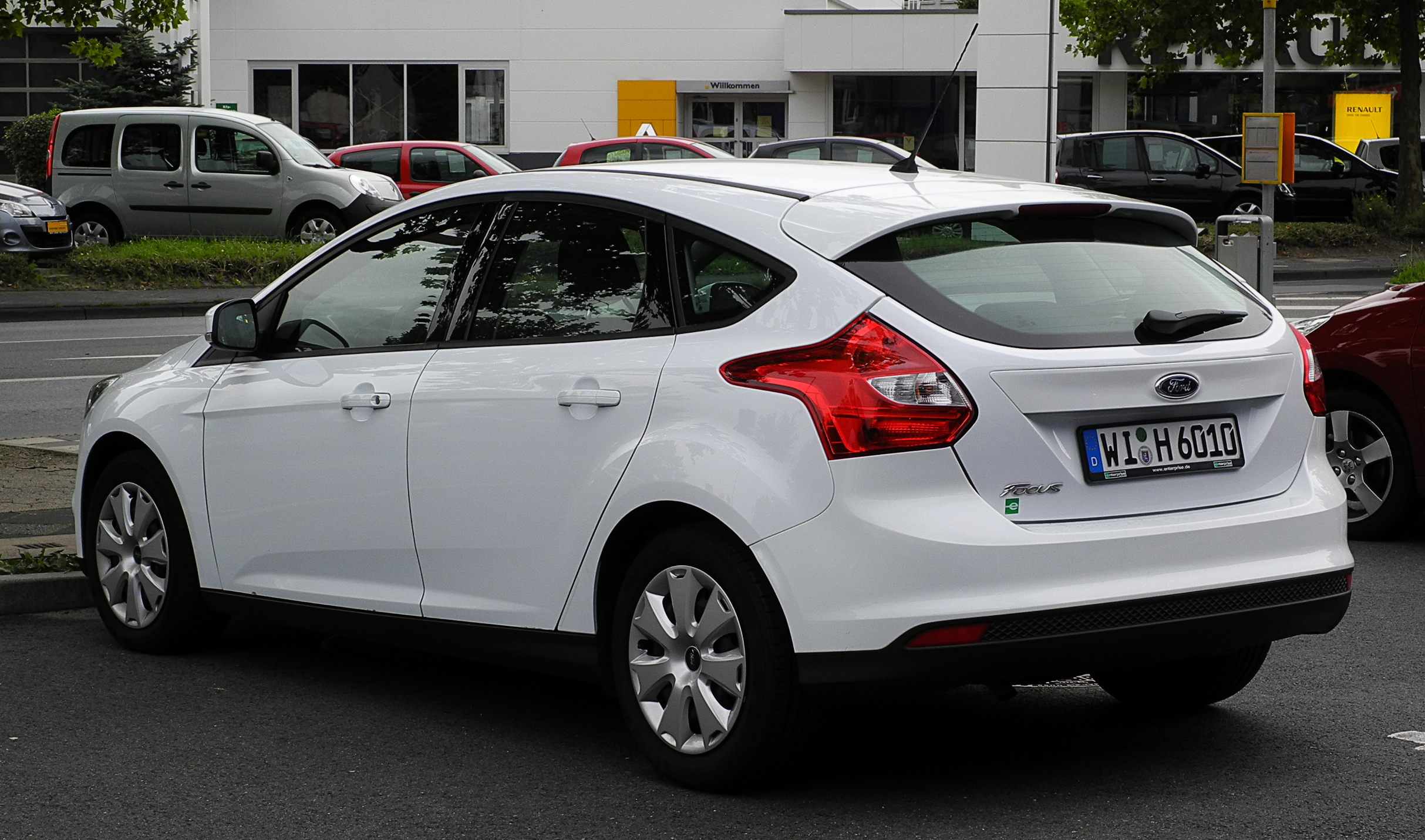
포드 포커스 전기형 후면부

2010년에 출시되었으며, 라인업을 세단과 해치백, 왜건만 남기고 정리하였다. 원 포드 정책에 따라 유럽에서 디자인된 모델이 전 세계에서 판매가 진행되었다. 대한민국에서는 2011년 하반기에 출시되었다. 처음에는 가솔린 모델이 판매되었으나 2013년부터는 디젤 모델을 독일에서 수입하여 판매하였다. 2012년에는 전기차 모델이 출시되었다. 2014년에는 페이스리프트를 거치면서 퓨전/몬데오와 유사한 스타일링이 적용되었다. 2015년에는 고성능 모델인 포커스 RS가 출시되었다. 동년에는 대한민국에서도 페이스리프트 모델이 출시되었으며, 이후 판매 부진으로 2017년에 수입이 중단되었다. 유럽에서는 2018년에 단종되었으며, 북미에서는 2019년까지 생산하고 후속 모델 출시 없이 단종되었다.

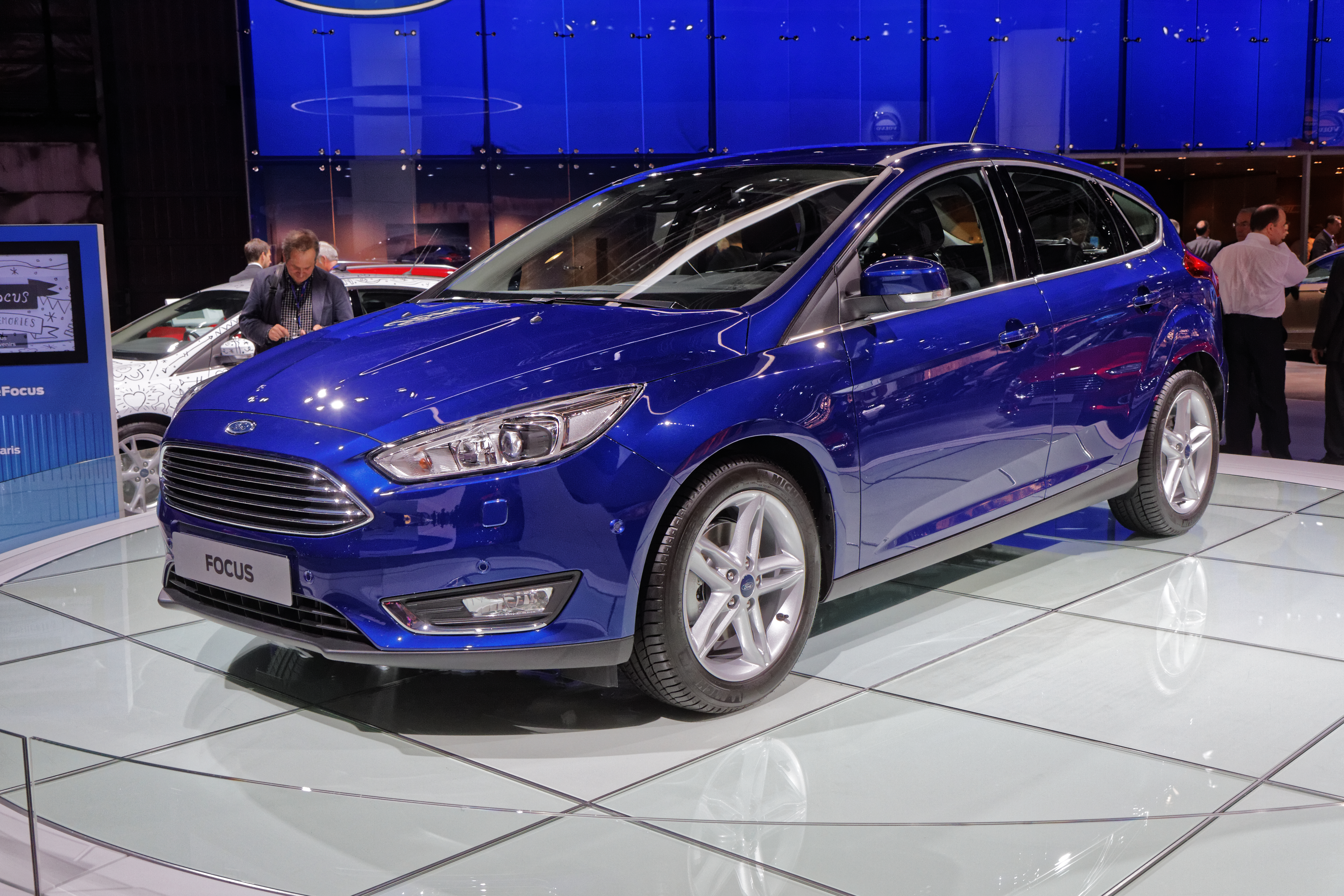
포드 포커스 후기형 전면부
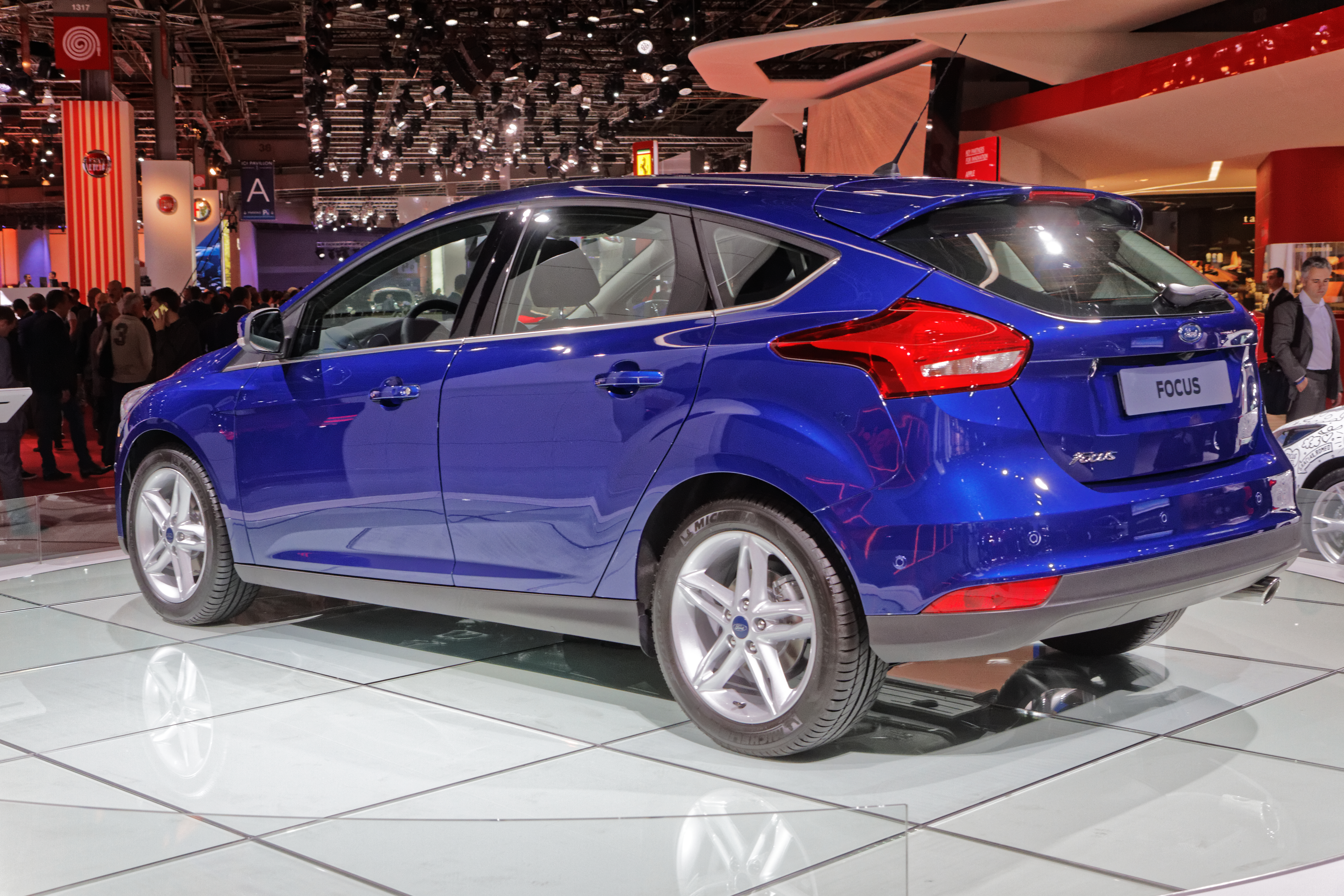
포드 포커스 후기형 후면부

## 4세대

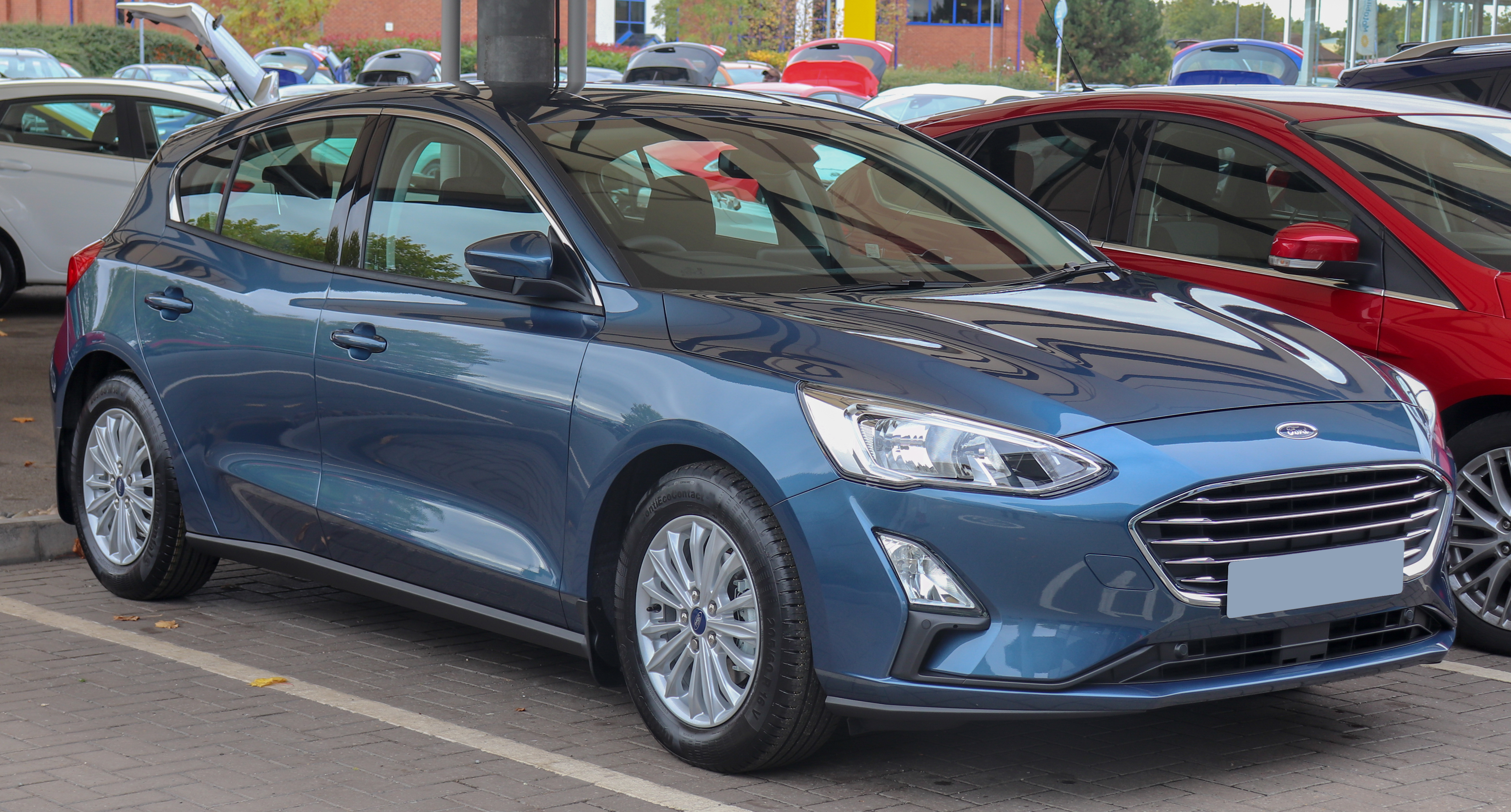
포드 포커스 전면부

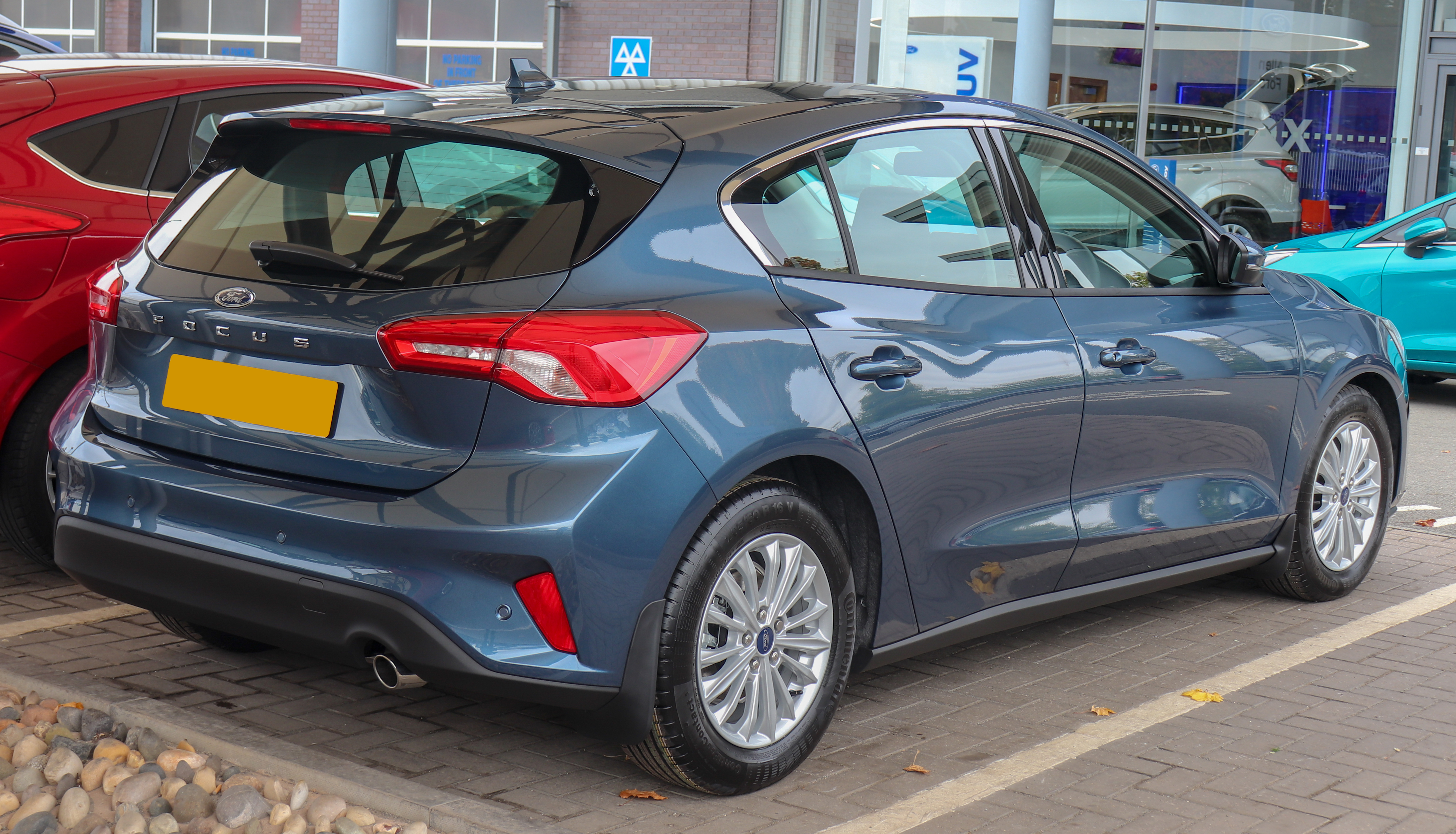
포드 포커스 후면부

2018년 출시되었으며, 생산과 판매는 유럽과 대만, 중국에서만 진행된다. 해치백 모델에 크로스오버 사양이 추가되었다.  2025년에 단종되었다.

## 경쟁 차종
- 현대자동차 - 아반떼, i30
- 기아자동차 - K3
- 혼다 - 시빅
- 토요타 - 코롤라
- 폭스바겐 - 제타, 골프
- 오펠 - 아스트라
- 르노 - 메간
- 푸조 - 308